# Ferdinando Bernini
Ferdinando Bernini (San Secondo Parmense, 18 maggio 1891 – Bologna, 12 marzo 1954) è stato un politico italiano.

## Biografia
Di famiglia agiata, figlio dell'ingegner Italo, poi sindaco di San Secondo Parmense, e di Teresina Dosi, ebbe come avo Luciano Dosi, eroico garibaldino distintosi in occasione della battaglia di Bezzecca. Dopo aver frequentato il liceo classico a Parma, si laureò alla Normale di Pisa nel 1913. Dall'incontro con Gaetano Salvemini sviluppò interesse per la politica e per la storia. Ancora giovanissimo aderì al partito socialista e maturò la propria convinta fede neutralista, venendo in contatto con Romain Rolland, ispiratore del neutralismo internazionale. Allo scoppio della prima guerra mondiale dovette comunque partire per il fronte, conquistando una Medaglia d’argento al valor militare: infatti, nelle ore convulse che seguirono la rotta di Caporetto, riuscì a formare un reparto con soldati sbandati e, alla loro testa, fu in grado di difendere un ponte che si rivelò fondamentale per la ritirata delle truppe italiane. 
Tornato alla vita civile, dal 1922 insegnò lettere classiche prima al liceo di Arpino, poi, di nuovo a Parma, al liceo "Romagnosi". 
Convinto antifascista, fu costretto dal regime a ritirarsi dalla vita politica e a dedicarsi quasi totalmente agli studi filologici e storici. Esimio latinista, pubblicò lo scolastico Dizionario della lingua latina (1934), diversi manuali di latino e curò la prima edizione critica moderna (1942) della Cronica di fra' Salimbene. 
Dopo il 25 luglio 1943 rappresentò il P.S.I. nel Comitato d'azione antifascista di Parma e fu nominato condirettore della Gazzetta di Parma. Dalle sue lezioni come giornalista e come letterato, studioso dell'arte dell'umorismo, trasse ispirazione anche Giovannino Guareschi, autore della saga del "Mondo piccolo". 
Dopo l'8 settembre,  Parma fu sotto il controllo della Repubblica Sociale Italiana,e Bernini fu individuato come uno dei predestinati a pagare con la vita per dar corso ad eventuali rappresaglie. Ben presto fu condannato a morte e si salvò solo grazie all'intercessione del cognato Amilcare Calice su Enrico Vezzalini e Franz Pagliani, entrambi gerarchi di livello nel nuovo fascio repubblicano, tra l'altro giudici al Processo di Verona. 
Dopo la Liberazione, candidato tra le file socialiste, venne eletto consigliere comunale a Parma e quindi, dopo le elezioni del 2 giugno 1946, divenne deputato all'Assemblea Costituente con 14842 preferenze. Per la sua esperienza nel mondo della scuola fu chiamato a far parte del terzo governo De Gasperi con la carica di sottosegretario alla Pubblica istruzione. Dopo aver assistito all'ennesima scissione in casa socialista, dapprima aderì al Partito Socialista Democratico Italiano di Giuseppe Saragat, poi, deluso dalla vita politica, dal 1947 la abbandonò definitivamente per dedicarsi ai propri studi, curando una monumentale Storia di Parma (pubblicata postuma). Morì a Bologna la sera del 12 marzo 1954.

## Opere principali
- Studi sul mimo, in Annali della Regia scuola normale superiore di Pisa, vol. XXVII, Nistri, Pisa, 1915;
- Il sogno d'una notte di mezza estate, Battei, Parma, 1916;
- Latina lingua. Grammatica razionale e metodologia della lingua latina, Società Editrice Internazionale, Torino, 1925;
- M. Cocaio (T. Folengo), Le Macaronee, a cura di F. Bernini, Carabba, Lanciano, 1928;
- Noterelle in margine a Salimbene, in Archivio storico per le province parmensi, vol. XXVIII, Fresching, Parma, 1928;
- Notizia d'iscrizione rinvenuta in scavi a Brixellum, in Bollettino di filologia classica, a. XXXVI, 10, 1930;
- Bibliografia salimbeniana, in Studi francescani, a. IV, serie III, 1, 1932, Vallecchi, Firenze;
- Sorge il battistero, in Annuario del Regio liceo-ginnasio G.D. Romagnosi, 1934, Fresching, Parma;
- Dizionario della lingua latina, Torino, Società Editrice Internazionale, 1934.
- Latino vivente. Avviamento allo scrivere latino per uso degli studenti agli esami di abilitazione e di concorso, Società Editrice Internazionale, Torino, 1937;
- Salimbene de Adam, Cronica, a cura di F. Bernini, Laterza, Bari-Roma, 1942;
- Il dialetto parmigiano come linguaggio neo-latino, in Quaderni de "La giovane montagna", p. 91, 1943;
- Scuola pubblica e libertà d'insegnamento davanti alla Costituente, in appendice al Manifesto per la difesa e lo sviluppo della scuola nazionale e alcune osservazioni sugli articoli della Costituzione riguardanti la scuola, Guanda, Parma, 1946;
- Per la libertà nella scuola. Discorso pronunciato all'Assemblea costituente nella seduta del 19 aprile 1947, in Atti della Camera dei deputati, Roma, 1947;
- Tasse scolastiche e istruzione pubblica in Italia, in Nuova antologia, n. 1758, 1947;
- Ombre sul torrente, Palatina, Parma, 1949;
- Guida al latino per l'assistenza familiare agli studenti, La Nuova Italia, Firenze, 1950;
- I comuni italiani e Federico II di Svevia. Gli inizi (1212-1219), Società Editrice Internazionale, Torino, 1950;
- Storia di Parma, Battei, Parma, 1954.